# JR貨物U17A形コンテナ

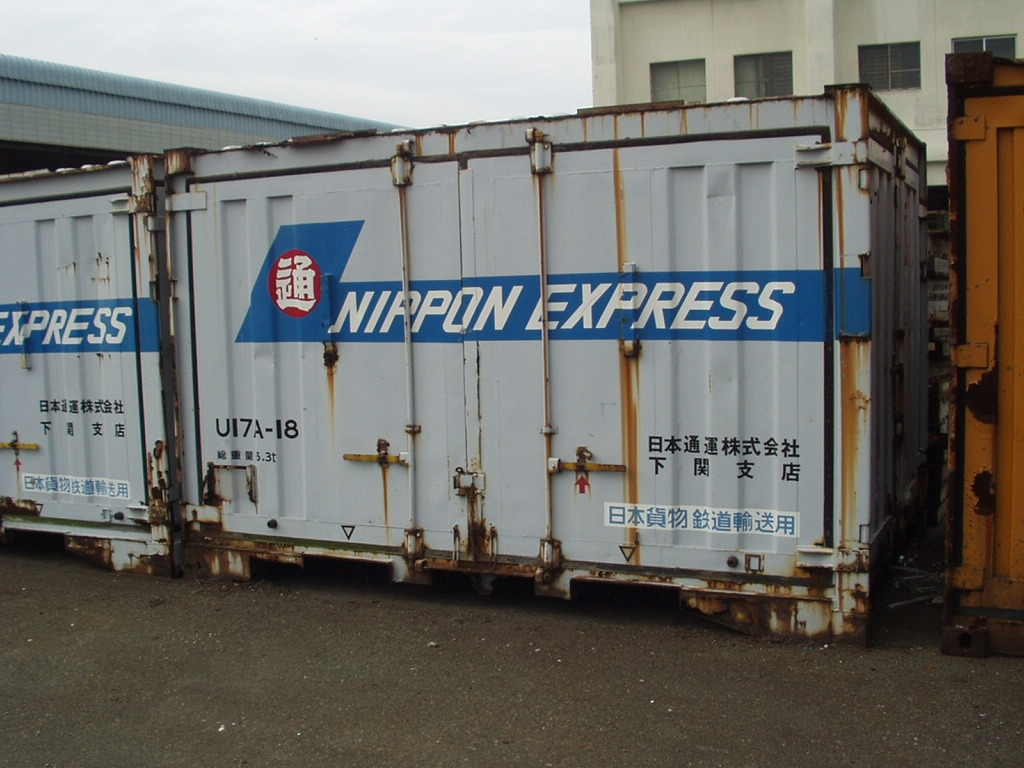
日本通運所有、U17A形、片妻片側・Ｌ字二方開き構造。下関国際埠頭にて、2002年10月27日撮影。

U17A形コンテナ（U17Aがたコンテナ）は、日本貨物鉄道（JR貨物）輸送用として籍を編入している、12 ft形の、私有コンテナ（有蓋コンテナ）である。
形式の数字部位 「 17 」は、コンテナの容積を元に決定される。このコンテナ容積17 m3の算出は、端数四捨五入計算のため、内容積16.5 - 17.4 m3の間に属するコンテナが対象となる。また形式末尾のアルファベット一桁部位 「 A 」は、コンテナの使用用途（主たる目的）が 「 普通品の輸送 」を表す記号として付与されている。

## 番台毎の概要

### 0番台
1 - 8【8個】
熊本県養殖漁業協同組合所有。
※ 旧、東急車輛製造。総重量6.7t。
庫内には小型の生けすが2個設置され、付属のバッテリーを動力としたポンプや循環器一式を備えて、1個のコンテナに320～400尾のさくら鯛を活魚輸送で行っていた、いわゆる活魚コンテナである。尚、通常活魚コンテナへの形式付与では、特殊仕様を示す末尾アルファベットが【 D 】となるが、このコンテナのみ通常の普通品を表す【 A 】が付与されている。
9 ・ 10
山下水産所有。東急車輛製造。
1-8と同様の構造であり、塗装のみ異なる。鯛を輸送したとされる。
11 ・ 12
日本通運所有。東急車輛製造。
※ 日韓航送用。総重量6.3t。

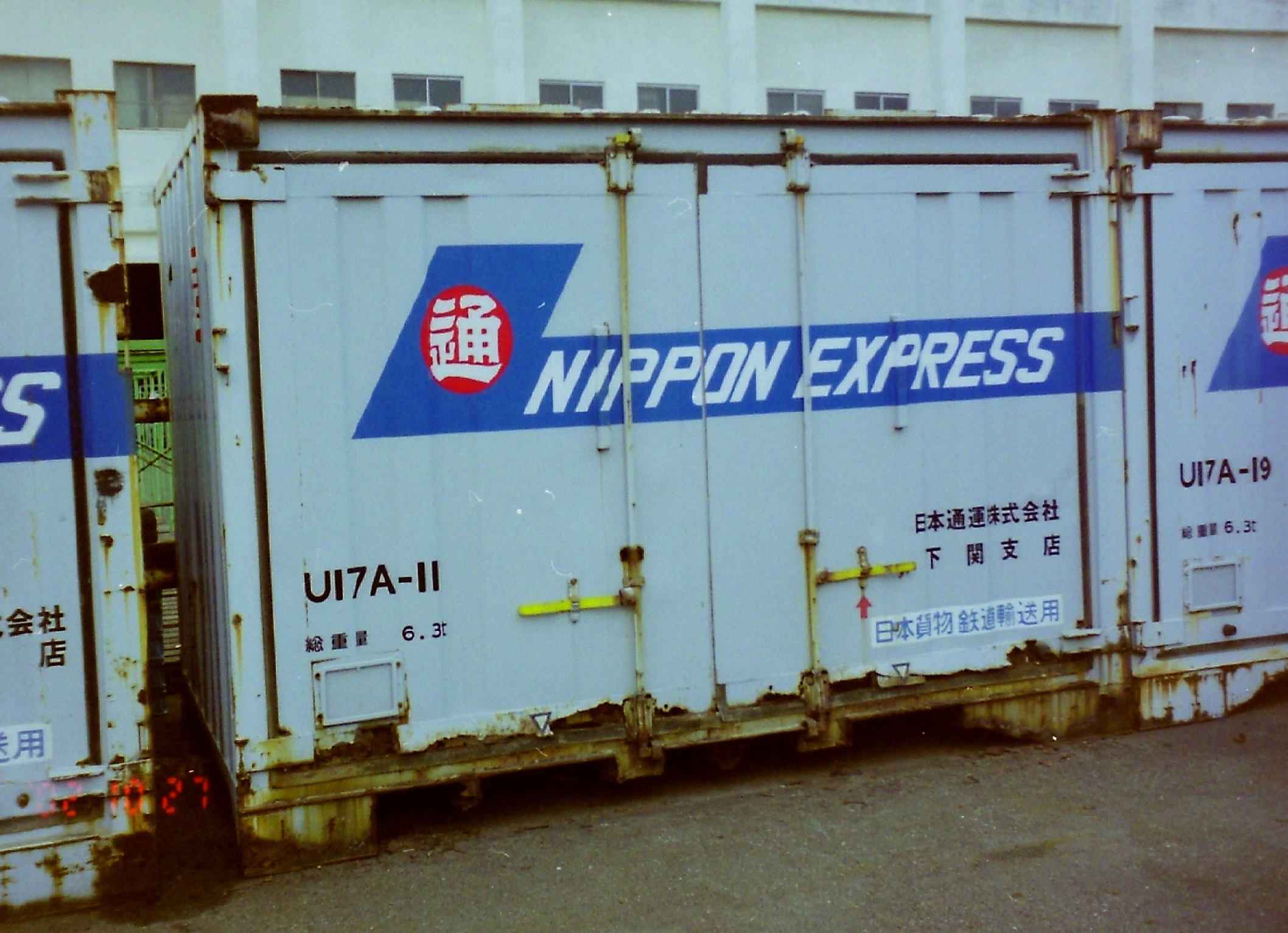
U17A-18 日本通運所有。

13
（所有者不明）
14 - 19
日本通運所有。旧、東急車輛製造。
※ 日韓航送用。総重量6.3t。